# Johann Krzyzanowsky
Johann Krzyzanowsky (* 19. Juni 1802 in Posen; † 14. Juli 1864 in Samter) war ein preußischer Richter und Politiker.

## Leben
Krzyzanowsky, der katholischer Konfession war, studierte von 1820 bis 1824 Rechtswissenschaft in Breslau und Berlin. Ab 1830 wirkte er als Richter in der preußischen Provinz Posen: Von 1830 bis 1848 war er Land- und Stadtgerichtsassessor, zunächst in Gnesen, von 1835 bis 1842 in Grätz und ab 1842 in Samter. Von 1848 bis 1864 war er Kreisgerichtsrat in Samter.
Vom 4. April 1849 (für Karol Libelt) bis zum 30. Mai 1849 vertrat er den Wahlkreis 12. Provinz Posen (Samter) in der Frankfurter Nationalversammlung. Im Parlament blieb er fraktionslos.